# Julián Durney
Julián Durney Meneses (*  Santiago, 7 de abril de 1972 - † Santiago de Chile, 24 de octubre de 2004), fue un músico chileno, conocido por su trabajo como guitarrista de la banda de Nu metal llamado Rekiem y también por ser el fundador del movimiento llamado Aggro metal en Chile.

## Biografía
Comenzó su trabajo artístico el año 1988. Aquel año fue el verdadero inicio de Requiem, siendo Durney el guitarrista, Leonardo Briceño el vocalista, Francisco Moreno el bajista y Marcelo Lecourt el baterista. Años después, el '94, la banda despega definitivamente con el nuevo cantante Gino Fuenzalida, Felipe Orellana al bajo y Mauricio Aguilera en la batería. Bajo esta formación y, con el cambio de  nombre a Rekiem,participan en numerosos festivales de Aggro metal, como el Aggro Fest (festival chileno de bandas chilenas de Nu metal).
Mientras la banda crecía en popularidad, tuvo la oportunidad de telonear en Chile a importantes agrupaciones extranjeras, como Testament en 1997, Deftones en 2001, y Korn el año 2002.
Finalmente, sumido en una depresión, Julián decidió quitarse la vida en 2004, arrojándose al vacío desde un edificio ubicado en la comuna de Providencia, en Santiago de Chile.

## Discografía
Con Rekiem:
- Unlike (1997)
- Apgar:0 (2001)